# Torso

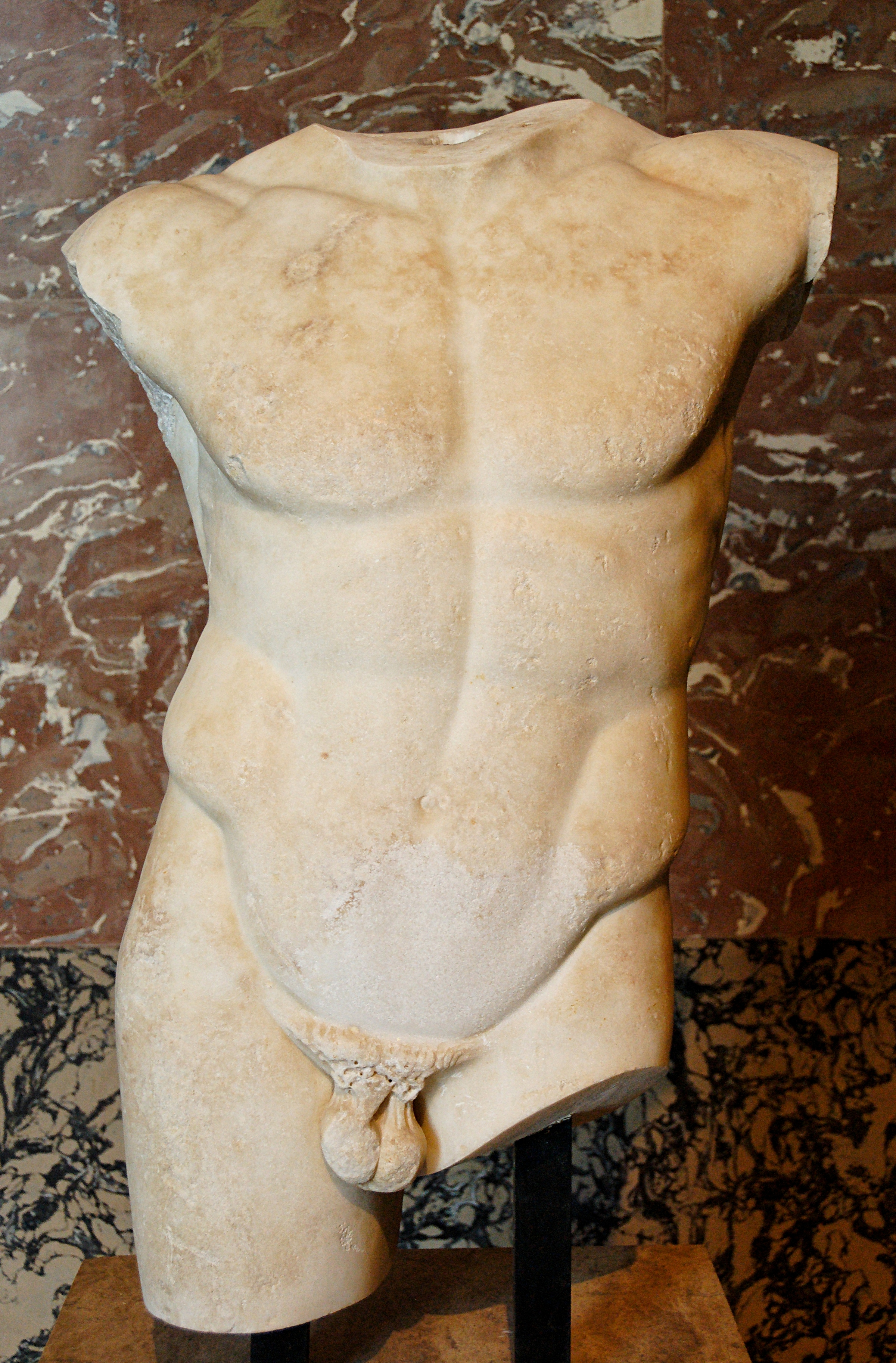
Ein Torso, Marmor, römische Kopie aus dem 2. Jahrhundert n. Chr. nach einem griechischen Original aus dem späten 5. Jahrhundert v. Chr.

Einen Torso (Plural Torsos oder Torsi; italienisch von spätlateinisch tursus, dieses von altgriechisch θύρσος thyrsos, latinisiert thyrsus; Bedeutung jeweils „Strunk, Stumpf“) nennt man unter anderem einen menschlichen Körper, bei dem Arme, Beine sowie der Kopf nicht vorhanden sind. In der Anatomie wird dieser Teil als Rumpf bezeichnet.

## Kunst
In der Bildhauerei ist ein Torso die bewusste, meist plastische Darstellung eines menschlichen Körpers ohne Gliedmaßen oder eine im Laufe der Zeit durch Kriege, ideologische Motive etc. verstümmelte Version einer Statue eines „ganzen“ Menschen.
Besonders in der Renaissance kam den Torsi eine starke Bedeutung zu. Zu dieser Zeit wurden viele Kunstwerke der Antike wiederentdeckt, die die Künstler als Inspiration nutzen.
Wird in der Kunstwelt einfach nur von dem Torso gesprochen und ist ein konkretes Werk damit gemeint, bezieht sich das in der Regel auf den Torso vom Belvedere.
Der französische Bildhauer Auguste Rodin, der das non finito zum Stilmittel erwählte, erhob den Torso schließlich zu einer eigenen Gattung in der plastischen Kunst. Unter anderem schufen Alfred Hrdlicka und Marino Marini Torsi als endgültige Kunstwerke.
Neben fragmentierten, also nachträglich beschädigten Kunstwerken werden auch unvollendet gebliebene Arbeiten und fragmentarisch überlieferte Werke anderer Kunstgattungen (Literatur, Musik) sowie unvollendete oder teilzerstörte Bauwerke als Torso bezeichnet.
Bekannte Torsi in der Kunst:
- Torso vom Belvedere (auch Torso des Herakles) von Apollonios von Athen, 1. Jh. v. Chr., von Michelangelo und Winckelmann bewunderte antike Statue, Vatikanische Museen
- Torso einer jungen Frau von Auguste Rodin, 1909
- Krieger mit Schild von Henry Moore, 1953–1954, Städt. Kunsthalle Mannheim
- Catcher von Gustav Seitz
- Hagener Torso von Wilhelm Lehmbruck, 1911, Folkwang Museum Essen
- Großer Torso von Georg Kolbe, 1929

Auch Sexpuppen sind in dieser Form erhältlich.

## Andere Bedeutungen
Die Bezeichnung Torso wird im übertragenen Sinne auch in anderen Gebieten verwendet. So wird etwa in Sport oder Politik von Torso im Sinne einer nicht vollständigen Mannschaft oder Regierung gesprochen. Auch bei unfertig gebliebenen oder teilweise abgewrackten Schiffen ist die Bezeichnung Schiffstorso in Gebrauch.